# IC 72
IC 72 је ознака објекта на координатама са ректансцензијом 1h 1m 34,6s и деклинацијом - 6° 46" 41'. Открио га је Гијом Бигурдан, 21. новембра 1889. Каснијим посматрањима на том положају није уочен никакав астрономски објекат.